# Audrey Merle
Audrey Merle, née le 19 mai 1995 à Clermont-Ferrand, est une triathlète  et duathlète française. Elle remporte le titre championne du monde en relais mixte en 2015 et participe aux Jeux olympiques d'été 2016. En 2021, elle est sacrée championne d'Europe de duathlon courte distance.

## Biographie

### Jeunesse
Audrey Merle grandit à Chamalières et commence le sport en pratiquant la natation. Elle remporte les championnats de France d'aquathlon et débute ainsi dans la pratique des sports enchainés. Tout en poursuivant ses études, elle rejoint le pôle espoir de Montpellier pour y poursuivre sa formation. Elle continue en parallèle également des études en sciences et techniques des activités physiques et sportives (STAPS) à l’Université de Montpellier.

### Carrière en triathlon
En 2014, Audrey Merle remporte son premier titre de championne de France dans la catégorie junior et prend la deuxième place à Kitzbühel en Autriche des championnats d'Europe de triathlon de cette même catégorie. 
Le 13 juillet 2014, elle devient vice-championne du monde de triathlon en relais mixte avec Cassandre Beaugrand, Dorian Coninx et Vincent Luis à Hambourg. Seulement junior, partie en troisième du relais, elle effectue une belle performance en revenant à deux secondes des concurrentes de tête et en transmettant le relais à Vincent Luis dans de très bonnes dispositions, pour tenter de placer l'équipe de France sur le podium.
Un an plus tard, en 2015, elle monte sur la plus haute marche du podium de ces mêmes championnats du monde par équipes avec Jeanne Lehair, Dorian Coninx et Vincent Luis, donnant ainsi à l'équipe de France son premier titre dans cette compétition. En septembre 2015, lors de la grande finale des WTS à Chicago, elle devient championne du monde dans la catégorie espoir (U23) en devançant au sprint sur la ligne d'arrivée sa compatriote Léonie Périault. 
En 2016, la Fédération française de triathlon lui réattribue le dossard olympique dont elle dispose après le forfait de sa compatriote Emmie Charayron à la suite d'une blessure. N'ayant pas obtenu les points nécessaires à une qualification directe, sa participation s'inscrit dans un objectif de participation et de prise d’expérience au regard de son jeune âge. Elle se classe 35e de l’épreuve olympique.
Après trois ans avec des douleurs articulaires importantes et des fatigues soudaines, pendant lesquels on lui diagnostique un virus sûrement occasionné par une source quasiment identifiée, à savoir la nage effectuée dans une eau de qualité douteuse lors de l'épreuve de coupe du monde à Chengdu en avril 2016, elle apprend en septembre 2019 qu'elle est atteinte de la maladie de Lyme.

## Palmarès
Le tableau suivant présente les résultats les plus significatifs (podium) obtenus sur le circuit international de triathlon depuis 2014. 
| Année | Compétition                                         | Pays         | Position           | Temps           |
| ----- | --------------------------------------------------- | ------------ | ------------------ | --------------- |
| 2023  | Coupe d'Europe - étape de Quarteira                 | Portugal     | Médaille d'argent  | 1 h 57 min 18 s |
| 2023  | Championnat de France de duathlon                   | France       | Médaille d'argent  | 1 h 0 min 9 s   |
| 2022  | Triathlon Alpe d'Huez M                             | France       | Médaille d'or      | 2 h 6 min 5 s   |
| 2022  | Coupe du monde - étape de Tongyeong                 | Corée du Sud | Médaille d'or      | 1 h 57 min 8 s  |
| 2022  | WTS Leeds - relais mixte                            | Royaume-Uni  | Médaille de bronze | 1 h 28 min 20 s |
| 2021  | Championnats d'Europe de duathlon                   | Roumanie     | Médaille d'or      | 56 min 47 s     |
| 2021  | Championnats de France de triathlon en relais mixte | France       | Médaille d'argent  | 1 h 41 min 40 s |
| 2018  | Championnat de France de duathlon                   | France       | Médaille de bronze | Timing          |
| 2015  | Grand Prix de triathlon - Étape de Valence          | France       | Médaille d'or      | Timing          |
| 2015  | Coupe du monde - étape de Tiszaújváros              | Hongrie      | Médaille d'argent  | 1 h 0 min 55 s  |
| 2015  | Championnats du monde de triathlon en relais mixte  | Allemagne    | Médaille d'or      | 1 h 20 min 33 s |
| 2015  | Coupe d'Europe - étape de Karlovy Vary              | Tchéquie     | Médaille d'or      | 2 h 1 min 28 s  |
| 2015  | Coupe d'Europe - étape de Quarteira                 | Portugal     | Médaille d'argent  | 2 h 4 min 25 s  |
| 2014  | Grand Prix de triathlon - Étape de Quiberon         | France       | Médaille d'or      | Timing          |
| 2014  | Championnats du monde en relais mixte               | Allemagne    | Médaille d'argent  | 1 h 19 min 11 s |
| 2014  | Coupe d'Europe - étape de Holten                    | Pays-Bas     | Médaille d'argent  | 2 h 6 min 11 s  |